# Lucio Amelio
Lucio Amelio (Napoli, 13 settembre 1931 – Napoli, 2 luglio 1994) è stato un gallerista italiano.
Fu uno dei protagonisti del mercato dell'arte contemporanea internazionale, dalla metà degli anni sessanta alla metà degli anni novanta.

## Biografia
Nel 1965 aprì a Napoli la Modern Art Agency. Nel 1969 sempre a Napoli fu inaugurata in Piazza dei Martiri la sede della galleria che avrebbe portato il suo nome e che avrebbe ospitato alcuni tra gli artisti più importanti del panorama internazionale, come Robert Rauschenberg, Mario Merz, Jannis Kounellis, Keith Haring, Cy Twombly, Mimmo Paladino, Antonio Del Donno, Dieter Hacker.
Nel 1971 incontrò l'artista Joseph Beuys che espose diverse volte nella sua galleria. Nel 1980 Amelio presentò Joseph Beuys ad Andy Warhol e da questo incontro nacque la mostra di ritratti "Beuys by Warhol" che fu inaugurata nell'aprile del 1980. È rimasta famosa la festa che organizzò in onore dei due grandi artisti, al City Hall Cafè di Napoli, quella sera l'attore Leopoldo Mastelloni si esibì in uno spettacolo di cabaret.
Ha pubblicato nel 1976 Mario Merz, un breve saggio dedicato appunto a Mario Merz, pittore e scultore italiano, esponente della corrente dell'arte povera.
A seguito del terremoto a Napoli del novembre 1980, pensò di coinvolgere 66 artisti internazionali in una collezione-mostra intitolata Terrae Motus, con opere che avevano come tema il terremoto. Tra gli artisti vi erano: Miquel Barceló, Tony Cragg, Enzo Cucchi, Luciano Fabro, Gilbert & George, Andy Warhol, Richard Long, Robert Mapplethorpe, Mimmo Paladino, Giulio Paolini, Gerhard Richter, Emilio Vedova, e tantissimi altri. La grande mostra fu presentata nel 1984 a Villa Campolieto di Ercolano, nel 1987 fu portata al Grand Palais di Parigi e attualmente è esposta in maniera permanente alla Reggia di Caserta.
Nel 1988 co-fondò la galleria di arte contemporanea Gallerie Pièce Unique, situata a Parigi nel cuore di Saint Germain des Pres in Rue Jacques Callot 4. Galleria che ancora oggi lavora alacremente a supporto dell'arte contemporanea e in memoria del suo co-fondatore.
È stato anche attore. Ha recitato in 5 film della regista Lina Wertmüller (Pasqualino Settebellezze del 1975, Fatto di sangue fra due uomini per causa di una vedova. Si sospettano moventi politici del 1978, La fine del mondo nel nostro solito letto in una notte piena di pioggia del 1979, Un complicato intrigo di donne, vicoli e delitti del 1985, Sabato, domenica e lunedì del 1990) e nel film di Mario Martone Morte di un matematico napoletano (1992).
Amava cantare: era un appassionato delle canzoni anni cinquanta e incise un disco Ma l'amore no, prodotto da Lino Vairetti e Giorgio Verdelli.

## Intitolazioni
In sua memoria, il tratto di Via Miano nel quartiere San Carlo all'Arena, a Napoli, è stato intitolato in sua memoria il 26 aprile 2023.
"Il legame di Lucio Amelio con Napoli è una storia di amore e rispetto mai giocata sul filo della retorica. La Napoli di Amelio è la città-mondo, la soglia aperta ai movimenti artistici internazionali fin dalla fondazione della Modern Art Agency negli anni ’60, diventata poi la Galleria Lucio Amelio." ha dichiarato il vicesindaco Laura Lieto nell'occasione dell'inaugurazione della targhetta commemorativa. "Con lui Napoli ha preso parte al mondo dell’arte contemporanea, dalla pop art americana all’arte povera, promuovendo i suoi stessi artisti in uno scambio intenso e fertile. Intitolandogli una strada alle porte del Bosco di Capodimonte, Napoli scrive oggi il nome di Amelio nella sua storia pubblica, a testimonianza del suo esempio e della sua lezione sempre aperta al futuro”.
Nella Reggia di Caserta il 23 novembre 2023 è stata inaugurata la sala che gli è stata intitolata.